# Grande Prêmio da Índia de 2011
O Grande Prémio da Índia foi a décima sétima corrida da temporada de 2011 da Fórmula 1.

## Resultados

### Treino classificatório
| #                        | Nº | Piloto              | Equipe               | Q1       | Q2       | Q3        | voltas |
| ------------------------ | -- | ------------------- | -------------------- | -------- | -------- | --------- | ------ |
| 1                        | 1  | Sebastian Vettel    | RBR-Renault          | 1:26.218 | 1:24.657 | 1:24.178  | 16     |
| 2                        | 3  | Lewis Hamilton1     | McLaren-Mercedes     | 1:26.563 | 1:25.019 | 1:24.474  | 18     |
| 3                        | 2  | Mark Webber         | RBR-Renault          | 1:26.473 | 1:25.282 | 1:24.508  | 17     |
| 4                        | 5  | Fernando Alonso     | Ferrari              | 1:26.774 | 1:25.158 | 1:24.519  | 19     |
| 5                        | 4  | Jenson Button       | McLaren-Mercedes     | 1:26.225 | 1:25.299 | 1:24.950  | 20     |
| 6                        | 6  | Felipe Massa        | Ferrari              | 1:27.012 | 1:25.522 | 1:25.122  | 18     |
| 7                        | 8  | Nico Rosberg        | Mercedes             | 1:26.364 | 1:25.555 | 1:25.451  | 19     |
| 8                        | 14 | Adrian Sutil        | Force India-Mercedes | 1:26.271 | 1:26.140 | Sem tempo | 19     |
| 9                        | 18 | Sébastien Buemi     | STR-Ferrari          | 1:26.608 | 1:26.161 | Sem tempo | 19     |
| 10                       | 19 | Jaime Alguersuari   | STR-Ferrari          | 1:26.557 | 1:26.319 | Sem tempo | 19     |
| 11                       | 10 | Vitaly Petrov2      | Renault              | 1:26.189 | 1:26.319 |           | 20     |
| 12                       | 7  | Michael Schumacher  | Mercedes             | 1:26.790 | 1:26.337 |           | 17     |
| 13                       | 15 | Paul di Resta       | Force India-Mercedes | 1:26.864 | 1:26.503 |           | 15     |
| 14                       | 12 | Pastor Maldonado    | Williams-Cosworth    | 1:26.829 | 1:26.537 |           | 18     |
| 15                       | 9  | Bruno Senna         | Renault              | 1:26.766 | 1:26.651 |           | 16     |
| 16                       | 11 | Rubens Barrichello  | Williams-Cosworth    | 1:27.479 | 1:27.247 |           | 17     |
| 17                       | 17 | Sergio Perez1       | Sauber-Ferrari       | 1:27.249 | 1:27.562 |           | 10     |
| 18                       | 16 | Kamui Kobayashi     | Sauber-Ferrari       | 1:27.876 |          |           | 6      |
| 19                       | 20 | Heikki Kovalainen   | Lotus-Renault        | 1:28.565 |          |           | 13     |
| 20                       | 21 | Jarno Trulli        | Lotus-Renault        | 1:28.752 |          |           | 13     |
| 21                       | 23 | Daniel Ricciardo3   | HRT-Cosworth         | 1:30.216 |          |           | 11     |
| 22                       | 22 | Narain Karthikeyan4 | HRT-Cosworth         | 1:30.238 |          |           | 11     |
| 23                       | 25 | Jerome d'Ambrosio   | Virgin-Cosworth      | 1:30.866 |          |           | 14     |
| Tempo dos 107%: 1:32.222 |    |                     |                      |          |          |           |        |
| DNQ                      | 24 | Timo Glock5         | Virgin-Cosworth      | 1:34.046 |          |           | 3      |

Notas:
↑1  - Lewis Hamilton e Sergio Perez perderam 3 posições no grid por ignorar bandeira amarela.
↑2  - Vitaly Petrov foi penalizado em 5 posições por ter causado acidente no Grande Prêmio da Coréia do Sul.
↑3  - Daniel Ricciardo foi penalizado em 5 posições por trocar a caixa de câmbio.
↑4  - Narain Karthikeyan foi penalizado em 5 posições por bloqueio ilegal.
↑5  - Timo Glock não se classificou por não ter atingido o tempo dos 107%.

### Corrida
| #   | Nº | Piloto             | Equipe               | Voltas | Tempo       | Grid | Pontos |
| 1   | 1  | Sebastian Vettel   | RBR-Renault          | 60     | 1:30:35.002 | 1    | 25     |
| 2   | 4  | Jenson Button      | McLaren-Mercedes     | 60     | +8.4s       | 4    | 18     |
| 3   | 5  | Fernando Alonso    | Ferrari              | 60     | +24.3s      | 3    | 15     |
| 4   | 2  | Mark Webber        | RBR-Renault          | 60     | +25.5s      | 2    | 12     |
| 5   | 7  | Michael Schumacher | Mercedes             | 60     | +65.4s      | 11   | 10     |
| 6   | 8  | Nico Rosberg       | Mercedes             | 60     | +66.8s      | 7    | 8      |
| 7   | 3  | Lewis Hamilton     | McLaren-Mercedes     | 60     | +84.1s      | 5    | 6      |
| 8   | 19 | Jaime Alguersuari  | STR-Ferrari          | 59     | +1 volta    | 10   | 4      |
| 9   | 14 | Adrian Sutil       | Force India-Mercedes | 59     | +1 volta    | 8    | 2      |
| 10  | 17 | Sergio Perez       | Sauber-Ferrari       | 59     | +1 volta    | 20   | 1      |
| 11  | 10 | Vitaly Petrov      | Renault              | 59     | +1 volta    | 16   |        |
| 12  | 9  | Bruno Senna        | Renault              | 59     | +1 volta    | 14   |        |
| 13  | 15 | Paul di Resta      | Force India-Mercedes | 59     | +1 volta    | 12   |        |
| 14  | 20 | Heikki Kovalainen  | Lotus-Renault        | 58     | +2 voltas   | 18   |        |
| 15  | 11 | Rubens Barrichello | Williams-Cosworth    | 58     | +2 voltas   | 15   |        |
| 16  | 25 | Jerome d'Ambrosio  | Virgin-Cosworth      | 57     | +3 voltas   | 21   |        |
| 17  | 22 | Narain Karthikeyan | HRT-Cosworth         | 57     | +3 voltas   | 23   |        |
| 18  | 23 | Daniel Ricciardo   | HRT-Cosworth         | 57     | +3 voltas   | 22   |        |
| 19  | 21 | Jarno Trulli       | Lotus-Renault        | 55     | +5 voltas   | 19   |        |
| Ret | 6  | Felipe Massa       | Ferrari              | 32     | Suspensão   | 6    |        |
| Ret | 18 | Sébastien Buemi    | STR-Ferrari          | 24     | Motor       | 9    |        |
| Ret | 12 | Pastor Maldonado   | Williams-Cosworth    | 12     | Câmbio      | 13   |        |
| Ret | 24 | Timo Glock         | Virgin-Cosworth      | 2      | Acidente    | 24   |        |
| Ret | 16 | Kamui Kobayashi    | Sauber-Ferrari       | 0      | Acidente    | 17   |        |

## Tabela do campeonato após a corrida
Observe que somente as cinco primeiras posições estão incluídas na tabela.
| Pos | Var     | Piloto           | Pontos |
| --- | ------- | ---------------- | ------ |
| 1   | Estável | Sebastian Vettel | 374    |
| 2   | Estável | Jenson Button    | 240    |
| 3   | Estável | Fernando Alonso  | 227    |
| 4   | Estável | Mark Webber      | 221    |
| 5   | Estável | Lewis Hamilton   | 202    |

| Pos | Var     | Construtor       | Pontos |
| --- | ------- | ---------------- | ------ |
| 1   | Estável | Red Bull-Renault | 595    |
| 2   | Estável | McLaren-Mercedes | 442    |
| 3   | Estável | Ferrari          | 325    |
| 4   | Estável | Mercedes         | 145    |
| 5   | Estável | Renault          | 72     |